# Quitman (Texas)
Quitman è un comune (city) degli Stati Uniti d'America e capoluogo della contea di Wood nello Stato del Texas. La popolazione era di 1.809 abitanti al censimento del 2010.

## Geografia fisica
Quitman è situata a 32°47′46″N 95°26′40″W (32.796026, -95.444501).
Secondo lo United States Census Bureau, la città ha una superficie totale di 4,88 km², dei quali 4,86 km² di territorio e 0,02 km² di acque interne (0,48% del totale).

## Società

### Evoluzione demografica
Secondo il censimento del 2010, la popolazione era di 1.809 abitanti.

### Etnie e minoranze straniere
Secondo il censimento del 2010, la composizione etnica della città era formata dall'89,99% di bianchi, il 5,09% di afroamericani, lo 0,33% di nativi americani, l'1,05% di asiatici, lo 0% di oceanici, l'1,44% di altre razze, e il 2,1% di due o più etnie. Ispanici o latinos di qualunque razza erano il 4,04% della popolazione.